# سس انبوه

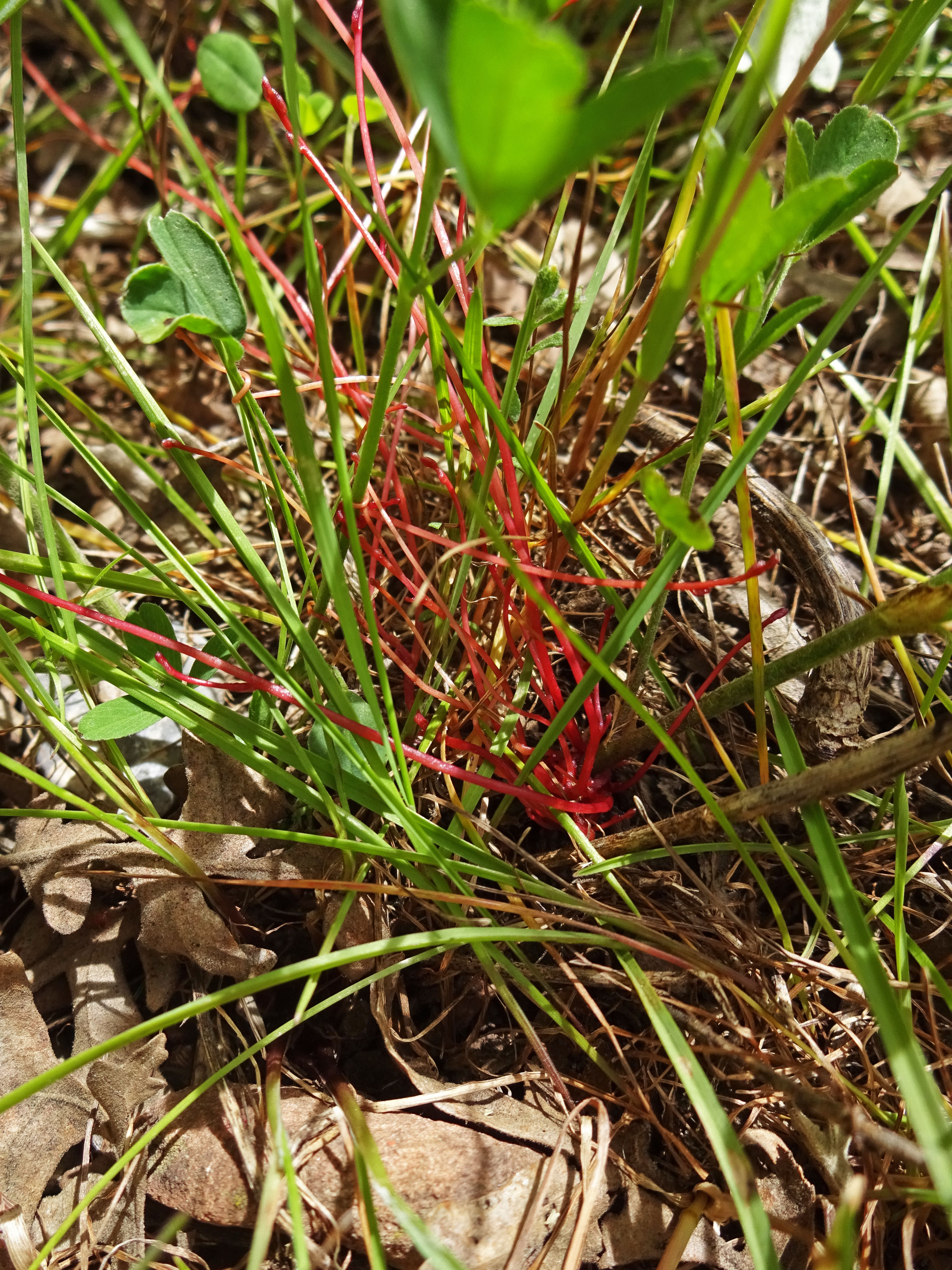
تصویر گیاه سس انبوه (Cuscuta approximata)

سس انبوه (نام علمی: Cuscuta approximata) نام یک گونه از سرده سس است.